# Кулдизький край
Ку́лдизький край (латис. Kuldīgas novads) — адміністративно-територіальна одиниця Латвійської Республіки. Розташований у західній частині країни, в історичному регіоні Курляндія. Адміністративний центр — Кулдига. Створений 2021 року. Площа — 2505,2 км². Населення — 27 736 осіб (2021). До складу краю входять 2 міста і 18 волостей.

## Історія
Край утворений 1 липня 2021 року шляхом об'єднання Кулдизького, Алсунзького та Скрундського країв, після адміністративно-територіальної реформи Латвії 2021 року.

## Адміністративний поділ
- 2 міста — Кулдига, Скрунда
- 18 волостей

## Населення
Національний склад на 2016 рік:
| 2016. gadā     | 2016. gadā     | 2016. gadā | 2016. gadā | 2016. gadā |
| -------------- | -------------- | ---------- | ---------- | ---------- |
|                |                |            |            |            |
| Латиші (23065) | Латиші (23065) |            | 92.7%      | 92.7%      |
| Росіяни (656)  | Росіяни (656)  |            | 2.6%       | 2.6%       |
| Литовці (317)  | Литовці (317)  |            | 1.3%       | 1.3%       |
| Інші (835)     | Інші (835)     |            | 3.4%       | 3.4%       |